# François Simonnet de Coulmiers
François Simonnet de Coulmiers, né à Dijon le 30 septembre 1741 et mort le 4 juin 1818 , est un homme d'Église et homme politique français.

## Famille
Il est le fils de Jacques Nicolas Simonet de Coulmiers, secrétaire du roi, et d'Anne Marie Rougeot, l'oncle maternel de Marie-Joséphine-Louise de Montaut-Navailles, duchesse de Gontaut, gouvernante des Enfants de France pendant la Restauration, et le frère de Claude François Simonet de Coulmiers (1752 - 31 mai 1794), fermier général.

## Biographie
Membre de l'ordre des Prémontrés, il est abbé de Notre-Dame d'Abbécourt.
Il est élu député du clergé de la Prévôté et Vicomté de Paris hors les murs aux États généraux.
Il est membre du corps législatif (1799-1803) sous l'Empire. 
Il est directeur de l'hospice de Charenton. Il met fin à de nombreuses pratiques aujourd'hui qualifiées de brutales, telles que l'enfermement des patients dans des cages, l'usage de camisoles de force et de bains froids. Il y substitue des méthodes de traitement plus avancées, notamment des régimes spéciaux, des saignées et des purges.
Il est surtout connu aujourd'hui pour son attitude envers le marquis de Sade. Il lui procura du papier, autorisa sa femme à vivre dans l'asile et lui permit de faire représenter une pièce dans laquelle jouèrent les autres résidents. Après la chute de Napoléon et la restauration des Bourbons, Coulmiers est limogé, probablement en raison de son passé révolutionnaire.